# Aus der Region. Für die Region.

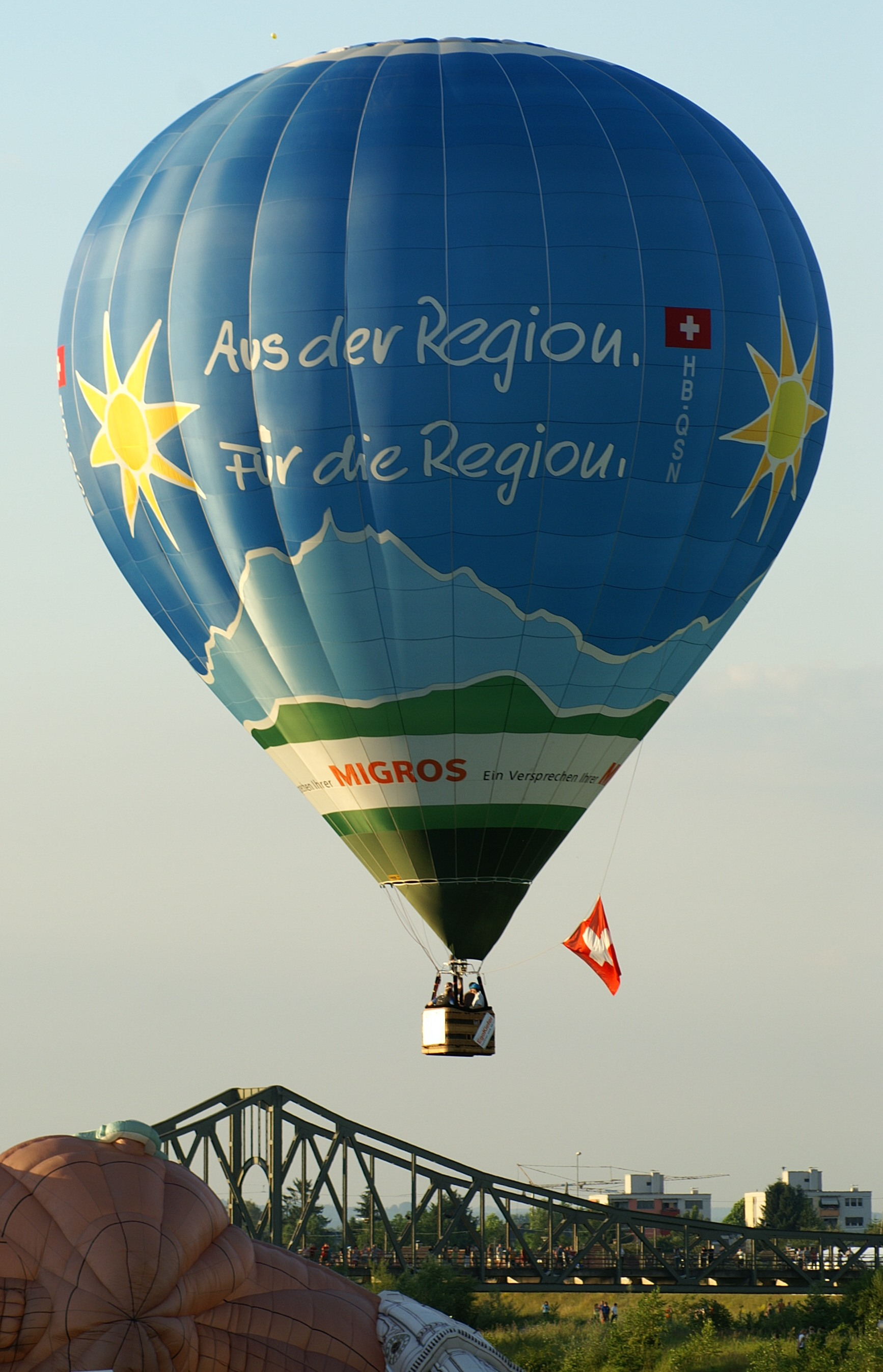
Heissluftballon mit dem Logo von „Aus der Region. Für die Region.“

Aus der Region. Für die Region. (französisch De la région.) ist ein vom Schweizer Detailhändler Migros verwendeter Slogan, der das Ziel hat, den Absatz inländischer Produkte zu fördern, indem er die regionale Herkunft der Erzeugnisse aktiv vermarktet. Im Jahr 2015 wurden rund 8000 Produkte unter diesem Label angeboten. Welche Anforderungen solche Produkte erfüllen müssen, wird in Richtlinien festgelegt. Ab und zu kommen gar internationale Flugtransporte zum Einsatz.

## Geschichte
Das Herkunftslabel „Aus der Region. Für die Region.“ wurde 1999 in der Genossenschaft Migros Luzern entwickelt. Bis 2009 wurde das Konzept von weiteren Migros-Genossenschaften in der Schweiz übernommen. Ausnahme bildet die Genossenschaft Migros Tessin, die mit „I Nostrani del Ticino“ ein eigenes Label für regionale Produkte führt.
2009 meldete der Migros-Genossenschafts-Bund den Slogan „Aus der Region. Für die Region.“ beim Institut für geistiges Eigentum (IGE) als Wortmarke an. Der Markenschutz wurde jedoch durch das IGE und zuletzt das Bundesverwaltungsgericht verweigert. Es handelt sich bei dem Label damit nicht um eine Marke im rechtlichen Sinne – sie ist Gemeingut. Das auf dem Slogan basierende Logo – ergänzt um grafische Besonderheiten (Wort-Bild-Marke) – wurde indessen schon am 23. Oktober 2001 beim IGE angemeldet und am 17. Januar 2002 ins Markenschutzregister eingetragen.

## Richtlinien
Um das Label zu erhalten, verlangt die Migros, dass
- nicht zusammengesetzte Produkte vollständig aus der Region stammen, in der sie verkauft werden.
- zusammengesetzte Produkte zu mindestens 75 % aus der Region stammen, in der sie verkauft werden. Für die Einhaltung der beworbenen Vorgabe von 80 %[8] besteht eine Übergangsfrist bis 2018. Wenn in einer Region ein Rohstoff (mit Ausnahme der Hauptzutat) nicht in genügender Menge oder der geforderten Qualität erhältlich ist, darf er auch gesamtschweizerisch bezogen werden. Falls auch dies nicht geht, sind unter Einschränkungen Importe zulässig.
- mindestens zwei Drittel der Wertschöpfung in der Region, in der das Produkt vertrieben wird, generiert wird. Ausnahmen können intern bewilligt werden. Mangels regionaler Schlachthöfe gilt diese Regel beispielsweise für Fleisch nicht.[9]

Unter „Region“ versteht die Migros „in der Regel“ den Einzugsbereich jeweils einer ihrer Regionalgenossenschaften (Luzern, Basel, Zürich, Ostschweiz, Aare, Genf, Neuenburg-Freiburg, Tessin, Wallis oder Waadt).
Demnach erfüllt z. B. ein Weihnachtsstern (Pflanze), bei dem die Stecklinge zwar in Afrika gezüchtet und mit dem Flugzeug importiert wurden, diese Richtlinien vollumfänglich.

## Zertifizierung
Die Migros lässt die Einhaltung des Reglements regelmässig durch eine externe und unabhängige Prüfstelle (Organisme Intercantonal de Certification für die Westschweiz und Migros Aare, ProCert für die Deutschschweiz) kontrollieren und zertifizieren.

## Kritik
Die Stiftung für Konsumentenschutz kritisiert das Label der Migros. Es sei „stossend“, dass die Migros das jeweilige Einzugsgebiet als Region definiere, wodurch vorgeblich regionale Produkte von weiter herkämen und zudem Rohstoffe aus dem Ausland stammen dürften. Die Stiftung Praktischer Umweltschutz Schweiz (Pusch) bewertet das Label mit zwei von drei möglichen Punkten in den Bereichen Transparenz und Zertifizierung und mit einem von drei Punkten im Bereich Kontrolle.
Ebenfalls kritisiert wird die Behauptung der Migros, dass durch das Label kürzere Transportwege anfallen würden. Aufgrund der geografischen Lage der Schlachthöfe (beispielsweise für Hühner) und der Eierkontrollbetriebe der Migros, kämen bei Eiern und Fleisch Transportzeiten von mehreren Stunden vor.
Der K-Tipp kritisiert, dass die Zahlungsbereitschaft der Kunden ausgenutzt werde, die Bauern aber nicht davon profitieren. Stefan Flückiger, Präsident von Faire Märkte Schweiz, kritisiert darüber hinaus die fehlenden Anforderungen in Sachen Nachhaltigkeit und Tierwohl.

## Trivia
Die Migros argumentierte zur Schutzfähigkeit des Labels vor Gericht unter anderem, dass es schutzfähig sei, weil es eine „Aneinanderreihung grammatikalisch inkorrekter Halbsätze“ darstelle.
Im Zusammenhang mit der zunehmenden Spannungen bei der Arbeit im Prostitutionsgewerbe infolge der EU-Osterweiterung und des zunehmenden Preisdrucks, den Prostituierte unter anderem aus Bulgarien ausüben, indem sie ihre Dienste weit unter dem Marktpreis anbieten, besteht der Verdacht, dass der Täter im Mordfall Emiliya Emiloova vom 20. September 2014 im Umfeld der inländischen Prostituierten zu finden ist. Eine wiederverwendbare Einkaufstasche mit der Aufschrift „Aus der Region, für die Region“, mit der die Leiche vermutlich im See versenkt wurde, könnte in diesem Zusammenhang als eine bewusste subtile Botschaft an die ausländischen Prostituierten interpretiert werden.